# Long play
Long play (kratica LP) je format gramofonske ploče, odnosno analogni nosač zvuka od vinilne ploče promjera 30 cm koja se na gramofonskom uređaju okreće na brzini od 33 i 1/3 okretaja u minuti, trajanja reprodukcije oko 45 minuta.
Godine 1948. javnosti ju je predstavila američka diskografska kuća Columbia Records, te je postala poznata u cijelom svijetu sve do pojave CD-a. Za razliku od dotadašnjeg standardnog formata gramofonskih ploča (78 okretaja u minuti) koji su omogućavali tri do pet minuta sadržaja po strani, long play je omogućavao da se na svakoj strani ploče nalazi preko 20 minuta glazbenog sadržaja.

## Vanjske poveznice
- Dreams of Vinyl: The Story of the LP record by Jac Holzman  Arhivirana inačica izvorne stranice od 1. travnja 2012. (Wayback Machine)